# Tribseer Straße 1 (Stralsund)
Das Gebäude mit der postalischen Adresse Tribseer Straße 1 ist ein denkmalgeschütztes Bauwerk in der Tribseer Straße im Stralsunder Stadtgebiet Altstadt.

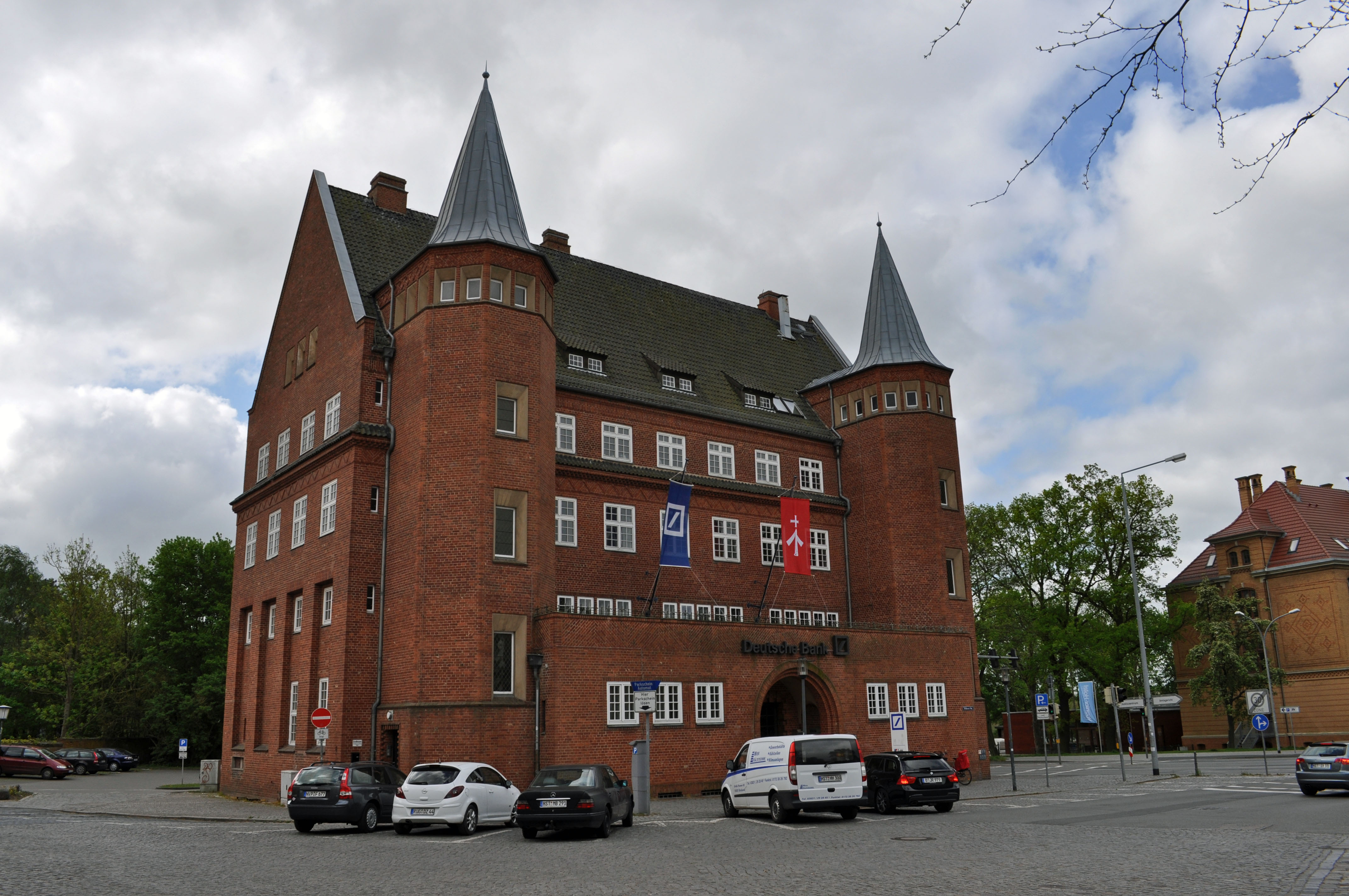
Das Haus Tribseer Straße 1 in Stralsund (2012)

Der viergeschossige, freistehende Backsteinbau mit hohem Satteldach wurde im Jahr 1927 nach Plänen des Architekten Grantz errichtet.
Vier polygonale Türme mit Spitzhelmen flankieren die beiden Längsseiten des Gebäudes. An der Front zum Platz hin ist zwischen den beiden Türmen ein eingeschossiger Vorbau mit einer rundbogigen Portalnische eingefügt.
Das Gebäude diente ursprünglich als Filiale der Reichsbank; der Neubau wurde errichtet, da das alte Gebäude in der Badenstraße nicht mehr ausreichte. Die Nutzer wechselten; der Reichsbank folgten die Deutsche Notenbank, die Staatsbank der DDR und die Deutsche Bank.
Das Haus liegt im Kerngebiet des von der UNESCO als Weltkulturerbe anerkannten Stadtgebietes des Kulturgutes „Historische Altstädte Stralsund und Wismar“. In die Liste der Baudenkmale in Stralsund ist es mit der Nummer 744 eingetragen.